# Jokerit
Lo Jokerit (in italiano: giullari) è una squadra di hockey su ghiaccio con sede a Helsinki, fino al 2022 facente parte della Kontinental Hockey League, la massima lega russa di hockey.

## Storia
La squadra, tra le più titolate della lega, ha vinto 6 campionati (1973, 1992, 1994, 1996, 1997 e 2002), due volte (1995 e 1996) la IIHF European Champions Cup e, nel 2003, è stata campione d'Europa vincendo la IIHF Continental Cup superando, in finale, i russi della Lokomotiv Yaroslavl'. Vive una intensa rivalità con l'altra squadra locale, l'HIFK.
Nel 2014 si iscrisse ufficialmente alla Kontinental Hockey League, la massima lega russa di hockey.

## Palmarès

### Competizioni nazionali
- Campionato finlandese: 6

1973, 1992, 1994, 1996, 1997, 2002
- Divizion Bobrova: 1

2015-2016

### Competizioni internazionali
- Coppa dei Campioni: 2

1995, 1996
- IIHF Continental Cup: 1

2003